# Erwin Brauer
Erwin Brauer (* 29. Oktober 1896 in Plauen, heute zu Dresden; † 19. Dezember 1946 im Speziallager Nr. 2 in Buchenwald) war ein deutscher Oberlandeskirchenrat und Mitglied der Deutschen Christen.

## Leben
Brauer nahm als Soldat am Ersten Weltkrieg teil. Seit 1919 studierte er Evangelische Theologie und Philosophie in Jena und wurde zum Doktor der Philosophie promoviert. Während seines Studiums wurde er Mitglied der Wissenschaftlichen Verbindung Hermunduria Jena (seit 1924 Wehrschaft Burgundia Jena). Im Jahre 1921 wurde er zum Pfarrer ordiniert und war seither Hilfspfarrer bzw. Pfarrer in Nerkewitz. Im gleichen Jahr heiratete er das Fräulein Schüffler. Seit 1925 arbeitete er beim Landeskirchenrat der Thüringer Evangelischen Kirche in Eisenach, wo er 1926 für gesamtkirchliche Aufgaben berufen wurde. Er kümmerte sich um vermögensrechtliche Auseinandersetzungen zwischen Kirche und Schule. Zum 1. August 1929 trat er der NSDAP bei (Mitgliedsnummer 146.624). Im Jahre 1933 wurde er Sachbearbeiter im „Volksdienst“. Im gleichen Jahre hatte er sich der Kirchenbewegung der Deutschen Christen angeschlossen. Seit 1934 war er Kirchenregierungsrat und gehörte dem Landeskirchentag an. Im Jahre 1939 erklärte er seine Mitarbeit am Institut zur Erforschung und Beseitigung des jüdischen Einflusses auf das deutsche kirchliche Leben. Seit 1943 war er als Oberlandeskirchenrat hauptamtliches Mitglied des Landeskirchenrates der Thüringer evangelischen Kirche. Nach der Befreiung vom Nationalsozialismus verlor er seine Ämter und wurde von den sowjetischen Militärbehörden im Speziallager Nr. 2 in Buchenwald interniert, wo er am 19. Dezember 1946 verstarb.

## Schriften
- Der Ruhraufstand von 1920 / Erwin Brauer. - Berlin : Internat. Arbeiter-Verlag, 1930
- Götter und Kultstätten des Fayums in griechisch-römischer Zeit . - o. O., (1924)